# Ernst Eisenlohr

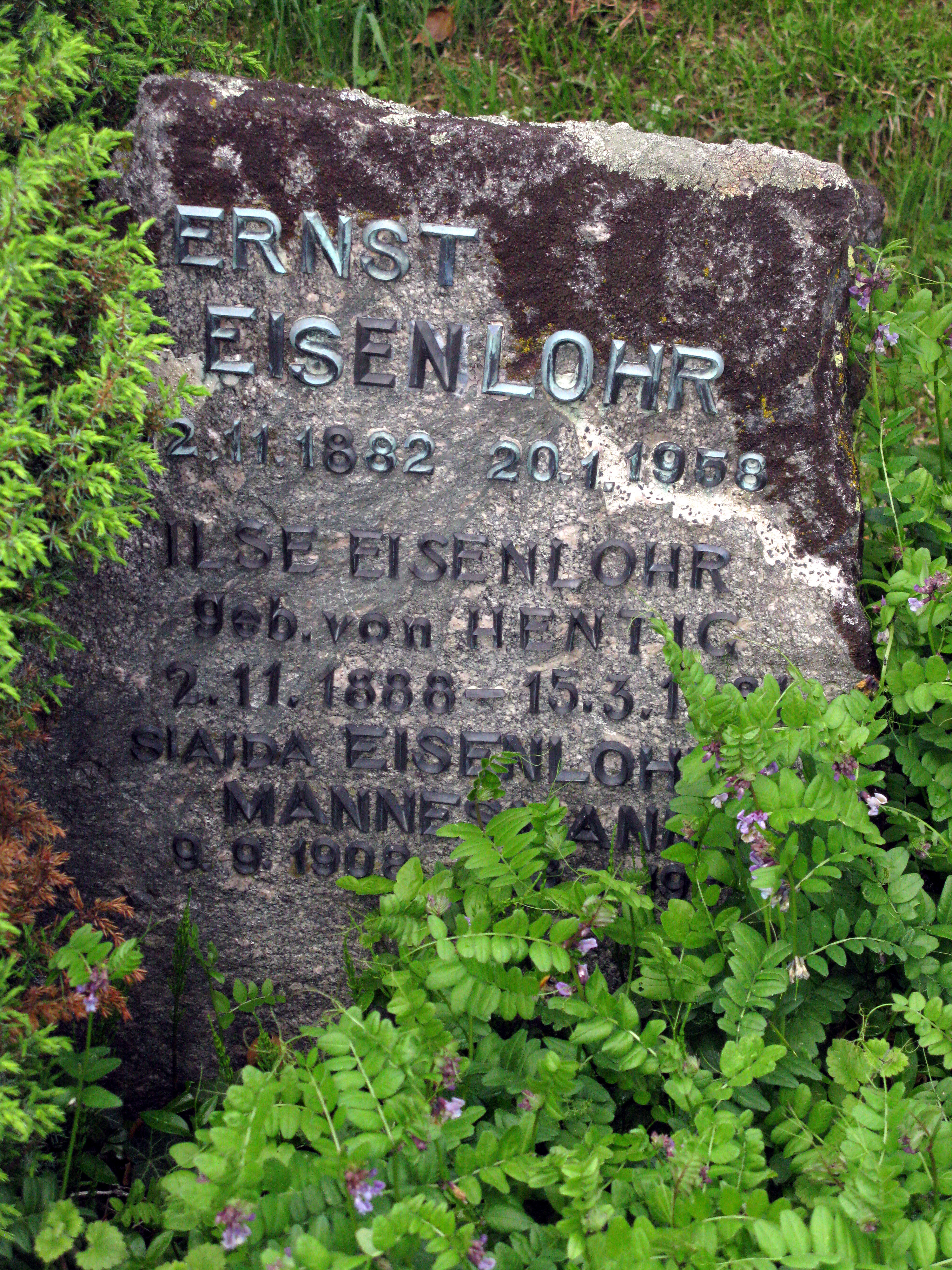
Hrob Ernsta Eisenlohra na hřbitově v Badenweiler-Lipburgu

Ernst Eisenlohr (12. listopadu 1882, Heidelberg – 20. ledna 1958, Badenweiler) byl německý diplomat za Výmarské republiky a také v době nacistického Německa. Po druhé světové válce se stal lokálním politikem, starostou města Badenweiler.

## Diplomatická služba
Až do roku 1936 prošel mnoha hlavními městy jako diplomat na německých vyslanectvích a velvyslanectvích. V letech 1936-1938 působil jako vyslanec Německé říše v prvorepublikovém Československu. V roce 1938 inicioval několik schůzek s novinářem Ferdinandem Peroutkou. Během těchto setkání měl údajně Peroutku žádat o tlumočení svého názoru prezidentu Edvardu Benešovi, že Adolf Hitler si bude chtít Československo podrobit. V roce 1958 kritizoval spisovatel Jan Drda v Literárních novinách Peroutku za to, že Eisenlohra údajně označil za „gentlemana, který to myslel dobře, ale nic nemohl zmoci“. Nepodařilo se však dohledat, zda takové tvrzení Peroutka publikoval tiskem.
Podle publicisty Heinze Höhneho nebyl Eisenlohr příznivcem Hitlerovy agresivní politiky. Do nacistické strany NSDAP nevstoupil. Na druhou stranu však jako vyslanec nacistického Německa zastával zájmy svého státu například proti německým demokratickým exilantům, kteří uprchli do Československa. Podle německého zdroje podal dne 20. května do Berlína zprávu, ve které očernil spisovatele Thomase Manna, že ten „se nyní beze zbytku identifikuje s cíli vůči Německu nepřátelské emigrace“.
V době tzv. sudetské krize byl Eisenlohr jako vyslanec z Prahy odvolán a přeložen do říšského ministerstva zahraničí v Berlíně. Jeho nástupcem se stal Andor Hencke. Na ministerstvu zahraničí pracoval Eisenlohr do roku 1943.

## Lokální politik
V letech 1946-1955 byl Eisenlohr starostou města Badenweiler ve spolkové zemi Bádensko-Württembersko. Tato obec po něm pojmenovala jednu ulici a zde také 20. ledna 1958 zemřel. Jeho písemné pozůstalosti jsou uschovány v politickém archivu ministerstva zahraničí (Auswärtiges Amt) v Berlíně.
Ernst Eisenlohr byl ženatý. Jeho manželkou byla Ilse Eisenlohr roz. von Hentig.